# Teide 2390
Teide 2390 je koncertní album italské progressive rockové skupiny Nosound. Vydáno bylo v dubnu 2015.
Deska byla nahrána na koncertě skupiny v rámci festivalu Starmus, který se konal 24. září 2014 na astronomické observatoři Teide v nadmořské výšce 2390 m na hoře Pico del Teide na Kanárských ostrovech. Nosound zde zahráli průřez svou stávající tvorbou, tedy čtyřmi studiovými alby. Kromě samotného audiozáznamu vystoupení obsahuje album Teide 2390 i přiložený druhý disk v podobě DVD s bonusovým materiálem: krátkým videozáznamem z koncertu, krátkým filmem se skupinou v zákulisí, fotogalerií a audiozáznamem celého alba ve vysoké kvalitě.

## Seznam skladeb
Všechny skladby napsal(i) Giancarlo Erra. 
| Pořadí         | Název               | Původní album          | Délka |
| -------------- | ------------------- | ---------------------- | ----- |
| 1.             | In My Fears         | Afterthoughts (2013)   | 7:00  |
| 2.             | Fading Silently     | A Sense of Loss (2009) | 8:04  |
| 3.             | Places Remained     | Lightdark (2008)       | 4:46  |
| 4.             | Kites               | Lightdark (2008)       | 7:55  |
| 5.             | Cold Afterall       | Clouds (2007)          | 6:11  |
| 6.             | The Anger Song      | Afterthoughts (2013)   | 4:01  |
| 7.             | Idle End            | Sol29 (2005)           | 5:33  |
| 8.             | Wherever You Are    | Afterthoughts (2013)   | 5:40  |
| 9.             | Paralysed           | Afterthoughts (2013)   | 7:35  |
| 10.            | I Miss the Ground   | Afterthoughts (2013)   | 4:49  |
| 11.            | A New Start         | At the Pier (2012)     | 5:02  |
| 12.            | The Moment She Knew | Sol29 (2005)           | 8:39  |
| Celková délka: | Celková délka:      | Celková délka:         | 75:23 |

## Obsazení
- Nosound
  - Giancarlo Erra – zpěv, kytary
  - Paolo Vigliarolo – kytary
  - Alessandro Luci – baskytara
  - Marco Berni – klávesy, doprovodné vokály
  - Giulio Caneponi – bicí